# Nuno Borges (piłkarz)
Nuno Miguel Oliveira Borges (ur. 31 marca 1988 w Agualva-Cacém) – kabowerdyjski piłkarz grający na pozycji defensywnego pomocnika. Od 2021 jest zawodnikiem klubu Casa Pia AC.

## Kariera klubowa
Swoją piłkarską karierę Borges rozpoczynał w juniorach takich klubów jak: Atlético Cacém (1998-2005) i SC Farense (2005-2006). W latach 2006–2008 grał w amatorskim GDC Salgados, a w latach 2012–2014 w SD Negrais. W sezonie 2014/2015 występował w piątoligowym GD Igreja Nova, a w latach 2015–2017 był piłkarzem trzecioligowego SG Sacavenense. W 2018 roku przeszedł do SC Farense. W sezonie 2017/2018 wywalczył z nim awans do drugiej ligi.
W 2019 roku Borges odszedł do CD Nacional, w którym swój debiut zaliczył 10 sierpnia 2019 w zwycięskim 3:0 domowym meczu z GD Chaves. W sezonie 2019/2020 awansował z Nacionalem do pierwszej ligi, a w sezonie 2020/2021 spadł z nim do drugiej ligi.
W lipcu 2021 Borges został piłkarzem drugoligowego klubu Casa Pia AC. Swój debiut w nim zanotował 21 sierpnia 2021 w przegranym 0:1 wyjazdowym meczu z FC Penafiel.
| Sezon   | Klub           | Kraj       | Rozgrywki       | Mecze | Gole |
| ------- | -------------- | ---------- | --------------- | ----- | ---- |
| 2014/15 | GD Igreja Nova | Portugalia | 5. liga         | ?     | ?    |
| 2015/16 | SG Sacavenense | Portugalia | Segunda Divisão | 27    | 3    |
| 2016/17 | SG Sacavenense | Portugalia | Segunda Divisão | 30    | 3    |
| 2017/18 | SG Sacavenense | Portugalia | Segunda Divisão | 15    | 6    |
| 2017/18 | SC Farense     | Portugalia | Segunda Divisão | 9     | 0    |
| 2018/19 | SC Farense     | Portugalia | Segunda Liga    | 27    | 2    |
| 2019/20 | CD Nacional    | Portugalia | Segunda Liga    | 15    | 0    |
| 2020/21 | CD Nacional    | Portugalia | Primeira Liga   | 25    | 1    |

## Kariera reprezentacyjna
W reprezentacji Republiki Zielonego Przylądka Borges zadebiutował 3 czerwca 2018 w zremisowanym 0:0 towarzyskim meczu (i wygrana w serii rzutów karnych 4:2) z Andorą, rozegranym w Cova da Piedade. W 2022 roku został powołany do kadry na Puchar Narodów Afryki 2021. Na tym turnieju rozegrał dwa mecze: grupowy z Etiopią (1:0) i w 1/8 finału z Senegalem (0:2).